# 尼勒杰·库马尔
尼勒杰·库马尔（1983年9月5日—），印度外交官，曾任印度驻曼德勒总领事。

## 经历
尼勒杰·库马尔是一位信息技术专业工程师。在完成信息技术学士学位后，他加入了跨国软件公司高知特工作了三年半，先后担任程序分析师和业务分析师。2012年加入印度外事服务部，並在埃及開羅美國大學完成了阿拉伯語的必修外語課程。
2016年6月，在完成开罗的培训后，加入位于新德里外事服务部的联合国经济和社会事务司，工作至2020年7月。在担任司员期间，库马尔与多个国际组织和联合国机构合作。
2020年7月4日至2023年8月3日，任印度驻曼德勒总领事。

## 个人生活
库马尔已婚，育有一子。他喜欢旅行和结识新朋友，酷爱阅读神话、宗教和哲学书籍，并对地缘政治、经济和世界时事的发展有浓厚兴趣。